# Jungermannia decolor
Jungermannia decolor là một loài Rêu trong họ Jungermanniaceae. Loài này được V.F. Schiffner mô tả khoa học đầu tiên năm 1889.